# Code BBCH de la pomme de terre
Le code BBCH de la pomme de terre identifie les stades de développement phénologiques de la pomme de terre (Solanum tuberosum).  C'est une version spécifique pour cette espèce du code BBCH.
| Stade de développement                                                                                        | Code       | Code       | Description |
| Stade de développement                                                                                        | 2 chiffres | 3 chiffres | Description |
| --- | ---------- | ---------- | --- |
| 0 : germination                                                                                               | 00         | 000        | dormance innée ou forcée, tubercules-plants non germés |
| 0 : germination                                                                                               | 01         | 001        | début de la germination : premières pousses visibles (< 1 mm) ; imbibition des graines |
| 0 : germination                                                                                               | 02         | 002        | allongement des pousses (< 2 mm) |
| 0 : germination                                                                                               | 03         | 003        | fin de la dormance : pousses de 2 à 3 mm ; imbibition des graines achevée |
| 0 : germination                                                                                               | 05         | 005        | début de la formation des racines les radicules émergent des graines |
| 0 : germination                                                                                               | 07         | 007        | début de la formation des tiges hypocotyle avec ouverture des cotylédons |
| 0 : germination                                                                                               | 08         | 008        | les tiges progressent vers la surface du sol, hypocotyle avec formation de feuilles-écailles l'aisselle des feuilles ; les cotylédons grossissent avant que les stolons se développent vers la surface du sol |
| 0 : germination                                                                                               | 09         | 009        | émergence : les tiges apparaissent à la surface du sol ; les cotylédons émergent à la surface du sol |
| 0 : germination                                                                                               | 09         | 021–029    | |
| 1 : développement des feuilles                                                                                | 10         | 100        | de tubercules : les premières feuilles commencent à s'étendre de graines : les cotylédons sont complètement dépliés                                                                                           |
| 1 : développement des feuilles                                                                                | 11         | 101        | première feuille de la tige principale dépliée (> 4 cm) |
| 1 : développement des feuilles                                                                                | 12         | 102        | seconde feuille de la tige principale dépliée (> 4 cm) |
| 1 : développement des feuilles                                                                                | 13         | 103        | troisième feuille de la tige principale dépliée (> 4 cm) |
| 1 : développement des feuilles                                                                                | 1 .        | 10 .       | et ainsi de suite ... |
| 1 : développement des feuilles                                                                                | 19         | 109        | neuf feuilles ou plus de la tige principale dépliées (> 4 cm) (2 chiffres) ; neuf feuilles de la tige principale dépliées (> 4 cm) (3 chiffres)                                                               |
| 1 : développement des feuilles                                                                                | 19         | 110        | dixième feuille de la tige principale dépliée (> 4 cm) |
| 1 : développement des feuilles                                                                                | 11 .       |            | et ainsi de suite ... |
| 1 : développement des feuilles                                                                                | 11 .       | 119        | dix-neuvième feuille de la tige principale dépliée (> 4 cm) |
| 1 : développement des feuilles                                                                                | 11 .       | 121        | première feuille de la tige de second ordre au-dessus de la première inflorescence dépliée (> 4 cm) |
| 1 : développement des feuilles                                                                                | 11 .       | 122        | deuxième feuille de la tige de second ordre au-dessus de la première dépliée (> 4 cm) |
| 1 : développement des feuilles                                                                                | 12 .       |            | et ainsi de suite ... |
| 1 : développement des feuilles                                                                                | 12 .       | 131        | première feuille de la tige de troisième ordre au-dessus de la deuxième inflorescence dépliée (> 4 cm) |
| 1 : développement des feuilles                                                                                | 12 .       | 132        | deuxième feuille de la tige de troisième ordre au-dessus de la deuxième inflorescence dépliée (> 4 cm) |
| 1 : développement des feuilles                                                                                | 13 .       |            | et ainsi de suite ... |
| 1 : développement des feuilles                                                                                | 13 .       | 1NX        | xe feuille de la tige de ne ordre au-dessus de la (n-1)e inflorescence dépliée (> 4 cm) |
| 2 : formation des pousses latérales de la base au-dessus et au-dessous de la surface du sol (tige principale) | 21         | 201        | première pousse latérale de la base visible (> 5 cm) |
| 2 : formation des pousses latérales de la base au-dessus et au-dessous de la surface du sol (tige principale) | 22         | 202        | deuxième pousse latérale de la base visible (> 5 cm) |
| 2 : formation des pousses latérales de la base au-dessus et au-dessous de la surface du sol (tige principale) | 23         | 203        | troisième pousse latérale de la base visible (> 5 cm) |
| 2 : formation des pousses latérales de la base au-dessus et au-dessous de la surface du sol (tige principale) | 2 .        | 20 .       | et ainsi de suite ... |
| 2 : formation des pousses latérales de la base au-dessus et au-dessous de la surface du sol (tige principale) | 29         | 209        | ne ou plus pousse latérale de la base visible (> 5 cm) |
| 3 : allongement de la tige principale (couvert végétal)                                                       | 31         | 301        | début de développement du couvert végétal : 10 % se rejoignent entre rangs |
| 3 : allongement de la tige principale (couvert végétal)                                                       | 32         | 302        | 20 % des plants se rejoignent entre rangs |
| 3 : allongement de la tige principale (couvert végétal)                                                       | 33         | 303        | 30 % des plants se rejoignent entre rangs |
| 3 : allongement de la tige principale (couvert végétal)                                                       | 34         | 304        | 40 % des plants se rejoignent entre rangs |
| 3 : allongement de la tige principale (couvert végétal)                                                       | 35         | 305        | 50 % des plants se rejoignent entre rangs |
| 3 : allongement de la tige principale (couvert végétal)                                                       | 36         | 306        | 60 % des plants se rejoignent entre rangs |
| 3 : allongement de la tige principale (couvert végétal)                                                       | 37         | 307        | 70 % des plants se rejoignent entre rangs |
| 3 : allongement de la tige principale (couvert végétal)                                                       | 38         | 308        | 80 % des plants se rejoignent entre rangs |
| 3 : allongement de la tige principale (couvert végétal)                                                       | 39         | 309        | Couverture de la culture complète : environ 90 % des plants se rejoignent entre rangs |
| 4 : formation des tubercules                                                                                  | 40         | 400        | début de la tubérisation : gonflement des premières extrémités de stolons à deux fois le diamètre du stolons sous-tendant                                                                                     |
| 4 : formation des tubercules                                                                                  | 41         | 401        | 10 % de la masse finale des tubercules atteints |
| 4 : formation des tubercules                                                                                  | 42         | 402        | 20 % de la masse finale des tubercules atteints |
| 4 : formation des tubercules                                                                                  | 43         | 403        | 30 % de la masse finale des tubercules atteints |
| 4 : formation des tubercules                                                                                  | 44         | 404        | 40 % de la masse finale des tubercules atteints |
| 4 : formation des tubercules                                                                                  | 45         | 405        | 50 % de la masse finale des tubercules atteints |
| 4 : formation des tubercules                                                                                  | 46         | 406        | 60 % de la masse finale des tubercules atteints |
| 4 : formation des tubercules                                                                                  | 47         | 407        | 70 % de la masse finale des tubercules atteints |
| 4 : formation des tubercules                                                                                  | 48         | 408        | le maximum de la masse totale des tubercules est atteint, les tubercules se détachent facilement des stolons, formation de la peau encore incomplète (la peau s'enlève facilement avec le pouce)              |
| 4 : formation des tubercules                                                                                  | 49         | 409        | formation de la peau achevée : (la peau de l'extrémité apicale du tubercule ne s'enlève pas facilement avec le pouce) 95 % des tubercules ont atteint ce stade                                                |
| 5 : apparition de l'inflorescence (cyme)                                                                      | 51         | 501        | premiers boutons floraux (1–2 mm) de la première inflorescence visibles (tige principale) |
| 5 : apparition de l'inflorescence (cyme)                                                                      | 55         | 505        | les boutons de la première inflorescence atteignent 5 mm |
| 5 : apparition de l'inflorescence (cyme)                                                                      | 59         | 509        | premiers pétales floraux de la première inflorescence visibles |
| 5 : apparition de l'inflorescence (cyme)                                                                      | 59         | 521        | boutons floraux de la seconde inflorescence visibles (tiges de second ordre) |
| 5 : apparition de l'inflorescence (cyme)                                                                      | 59         | 525        | les boutons de la seconde inflorescence atteignent 5 mm ouverts (tige principale) |
| 5 : apparition de l'inflorescence (cyme)                                                                      | 59         | 529        | premiers pétales floraux de la seconde inflorescence visibles au-dessus des sépales |
| 5 : apparition de l'inflorescence (cyme)                                                                      | 59         | 531        | boutons floraux de la troisième inflorescence visibles (tiges de troisième ordre) |
| 5 : apparition de l'inflorescence (cyme)                                                                      | 59         | 535        | les boutons floraux de la troisième inflorescence atteignent 5 mm |
| 5 : apparition de l'inflorescence (cyme)                                                                      | 59         | 539        | premiers pétales floraux de la troisième inflorescence visibles au-dessus des sépales |
| 5 : apparition de l'inflorescence (cyme)                                                                      | 5N .       |            | apparition de la ne inflorescence |
| 5 : apparition de l'inflorescence (cyme)                                                                      | 60         | 600        | premières fleurs écloses dans la population |
| 5 : apparition de l'inflorescence (cyme)                                                                      | 61         | 601        | début de floraison : 10 % des fleurs de la première inflorescence écloses (tige principale) |
| 5 : apparition de l'inflorescence (cyme)                                                                      | 62         | 602        | 20 % des fleurs de la première inflorescence écloses |
| 5 : apparition de l'inflorescence (cyme)                                                                      | 63         | 603        | 30 % des fleurs de la première inflorescence écloses |
| 5 : apparition de l'inflorescence (cyme)                                                                      | 64         | 604        | 40 % des fleurs de la première inflorescence écloses |
| 5 : apparition de l'inflorescence (cyme)                                                                      | 65         | 605        | pleine floraison : 50 % des fleurs de la première inflorescence écloses |
| 5 : apparition de l'inflorescence (cyme)                                                                      | 66         | 606        | 60 % des fleurs de la première inflorescence écloses |
| 5 : apparition de l'inflorescence (cyme)                                                                      | 67         | 607        | 70 % des fleurs de la première inflorescence écloses |
| 5 : apparition de l'inflorescence (cyme)                                                                      | 68         | 608        | 80 % des fleurs de la première inflorescence écloses |
| 5 : apparition de l'inflorescence (cyme)                                                                      | 69         | 609        | fin de floraison de la première inflorescence |
| 6 : floraison (suite)                                                                                         |            | 621        | début de la floraison : 10 % des fleurs de la seconde inflorescence écloses (tiges de deuxième ordre) |
| 6 : floraison (suite)                                                                                         |            | 625        | pleine floraison : 50 % des fleurs de la seconde inflorescence écloses |
| 6 : floraison (suite)                                                                                         |            | 629        | fin de floraison de la seconde inflorescence |
| 6 : floraison (suite)                                                                                         |            | 631        | début de floraison : 10 % des fleurs de la troisième inflorescence écloses (tiges de troisième ordre) |
| 6 : floraison (suite)                                                                                         |            | 635        | pleine floraison : 50 % des fleurs de la troisième inflorescence écloses |
| 6 : floraison (suite)                                                                                         |            | 639        | fin de floraison dans la troisième inflorescence |
| 6 : floraison (suite)                                                                                         | 6N .       |            | floraison de la ne inflorescence |
| 6 : floraison (suite)                                                                                         | 6N .       | 6N9        | fin de floraison |
| 7 : développement des fruits                                                                                  | 70         | 700        | premières baies visibles |
| 7 : développement des fruits                                                                                  | 71         | 701        | 10 % des baies de la première fructification ont atteint leur taille définitive (tige principale) |
| 7 : développement des fruits                                                                                  | 72         | 702        | 20 % des baies de la première fructification ont atteint leur taille définitive |
| 7 : développement des fruits                                                                                  | 73         | 703        | 30 % des baies de la première fructification ont atteint leur taille définitive |
| 7 : développement des fruits                                                                                  | 7 .        | 70 .       | et ainsi de suite ... |
| 7 : développement des fruits                                                                                  | 7 .        | 721        | 10 % des baies de la seconde fructification ont atteint leur taille définitive (tige de second ordre) |
| 7 : développement des fruits                                                                                  | 7N .       |            | Développement des baies de la ne fructification |
| 7 : développement des fruits                                                                                  | 7N .       | 7N9        | presque toutes les baies de la ne fructification ont atteint leur taille définitive (ou ont été perdues) |
| 8 : maturation des fruits et graines                                                                          | 81         | 801        | baies de la première fructification encore vertes, graines de couleur claire (tige principale) |
| 8 : maturation des fruits et graines                                                                          | 85         | 805        | baies de la première fructification de couleur ocrée ou brunâtre |
| 8 : maturation des fruits et graines                                                                          | 89         | 809        | baies de la première fructification rabougries, graines noires |
| 8 : maturation des fruits et graines                                                                          | 89         | 821        | baies de la seconde fructification encore vertes, graines de couleur claire (tige de second ordre) |
| 8 : maturation des fruits et graines                                                                          | 8N .       |            | maturation des fruits et graines de la ne fructification |
| 9 : sénescence                                                                                                | 91         | 901        | début du jaunissement des feuilles |
| 9 : sénescence                                                                                                | 93         | 903        | la plupart des feuilles sont jaunies |
| 9 : sénescence                                                                                                | 95         | 905        | 50 % des feuilles se brunissent |
| 9 : sénescence                                                                                                | 97         | 907        | mort des feuilles et des tiges, décoloration et dessèchement des tiges |
| 9 : sénescence                                                                                                | 99         | 909        | Produit récolté |